# Anisol
Anisol eller metoxibensen, C6H5·O·CH3, är en organisk kemisk förening. Det är en färglös vätska med en lukt som påminner om anisfrö och i själva verket finns många av dess derivat i naturliga och konstgjorda dofter. Föreningen tillverkas huvudsakligen syntetiskt och är en insatsprodukt till andra syntetiska föreningar. Det är en eter. Anisol är ett standardreagens av både praktiskt och pedagogiskt värde.
Det kan framställas genom Williamson-etersyntesen där natriumfenoxid reageras med en metylhalogenid för att ge anisol. 

## Reaktivitet
Anisol genomgår elektrofil aromatisk substitutionsreaktion med snabbare hastighet än bensen, som i sin tur reagerar snabbare än nitrobensen. Metoxigruppen är en orto/para-styrgrupp, vilket innebär att elektrofil substitution företrädesvis förekommer på dessa tre platser. Den förbättrade nukleofiliciteten hos anisol kontra bensen återspeglar påverkan av metoxigruppen, vilket gör ringen mer elektronrik. Metoxigruppen påverkar starkt ringens pi-moln som en mesomer elektrondonator, mer än som en induktiv elektronuttagsgrupp trots syrets elektronegativitet. Uttryckt mer kvantitativt är Hammettkonstanten för para-substitution av anisol -0,27.
Illustrativt för dess nukleofilicitet reagerar anisol med ättiksyraanhydrid för att ge 4-metoxiacetofenon:
CH3OC6H5 + (CH3CO)2O →CH3OC6H4C(O)CH3 +CH3CO2H
Till skillnad från de flesta acetofenoner, men med återgivning av påverkan av metoxigruppen, genomgår metoxiacetofenon en andra acetylering. Många relaterade reaktioner har påvisats. Till exempel omvandlar P4S10 anisol till Lawessons reagens,
[(CH3OC6H4)PS2]2.
Anisol har också en elektronrik ring och bildar lätt π-komplex med metallkarbonyler, t.ex. Cr (η 6-anisole) (CO)3.
Eterbindningen är mycket stabil, men metylgruppen kan avlägsnas med hydrojodsyra:
CH3OC6H5  +  HI   →   HOC6H5  +  CH3I
Birchreduktion av anisol ger 1-metoxicyklohexa-1,4-dien.

## Framställning
Anisol framställs genom metylering av natriumfenoxid med dimetylsulfat eller metylklorid:
2 C6H5O−Na+  +  (CH3O)2SO2  →   2 C6H5OCH3  +  Na2SO4

## Användning
Anisol är en insatsprodukt  till parfymer, insektsferomoner och läkemedel. Till exempel framställs syntetiskt anetol från anisol.

## Säkerhet
Anisole är relativt giftfri med en LD50 på 3 700 mg/kg hos råttor. Dess största fara är dess brandfarlighet.